# 10 sekunders stilhed
10 sekunders stilhed er det syvende studiealbum fra den danske sanger, sangskriver og musiker Lars H.U.G., der udkom den 3. november 2014 på Genlyd og Sony Music. Det er musikerens første studiealbum siden Save Me from This Rock 'n' Roll (2003), og det første dansksprogede album siden Blidt over dig (1992). Lars H.U.G. har betegnet 10 sekunders stilhed som sidste del i en albumtrilogi der også består af Kysser himlen farvel (1987) og Blidt over dig: "At man er ved at lave en trilogi, er tit noget, man finder ud af undervejs. Men da jeg mærkede behovet for at skrive nye sange på dansk, opdagede jeg, at de udsprang fra de samme kilder. Jeg tog fat i nogle af de musikalske lovmæssigheder og traditioner, jeg selv formulerede dengang. Jeg var ved at forene de to album. Fortætte dem og føre dem frem til nu".
Albummet er skrevet og indspillet over en periode på fire år, og er produceret i samarbejde med Povl Kristian, som han første gang samarbejdede med på Kopy (1989).
Albummets første single, "10 sekunders stilhed" udkom den 11. september 2014 på Lars H.U.G.'s 61-års fødselsdag. Lars H.U.G. siger om singlen: "Vi må påtage os vores skæbne. Vi må påtage os at være mennesker på godt og ondt. I det kaos af larm, vi befinder os i, i den velbjergede del af verden, begynder vores nærvær at sove. Vores empati falder i søvn. Der skal nogle store ting til for at få os ind i nuet. Og der kan en pause på ti sekunder lige vække en".
10 sekunders stilhed debuterede på førstepladsen på hitlisten, med 3273 solgte eksemplarer i den første uge. Albummet modtog i december 2014 guld for 10.000 solgte eksemplarer.

## Spor
Alt tekst og musik er skrevet af Lars H.U.G., undtagen "Elsk dig selv", "Sugar handyman" og "New York", tekst af Lars H.U.G. og Johnny Voss.
| #   | Titel                                  | Længde |
| --- | -------------------------------------- | ------ |
| 1.  | "10 sekunders stilhed"                 | 3:53   |
| 2.  | "En skønne dag"                        | 4:20   |
| 3.  | "Elsk dig selv"                        | 3:28   |
| 4.  | "De søde søndage"                      | 3:18   |
| 5.  | "Sugar handyman"                       | 4:19   |
| 6.  | "New York"                             | 6:17   |
| 7.  | "Den sidste tid"                       | 4:48   |
| 8.  | "Ovartaci"                             | 4:32   |
| 9.  | "Intermezzo "Tankens flugt""           | 1:10   |
| 10. | "Verden går sin gang"                  | 6:22   |
| 11. | "Altid lys"                            | 3:41   |
| 12. | "10 sekunders stilhed" (outro version) | 4:46   |

| 13. | "Bag om 10 dekunders stilhed" (video) | 4:31 |

## Hitlister og certificeringer
| Hitliste (2014) | Højeste placering |
| --------------- | ----------------- |
| Danmark         | 1                 |

| Hitliste (2014) | Placering |
| --------------- | --------- |
| Danmark         | 14        |

| Land (Organisation) | Certificering |
| ------------------- | ------------- |
| Danmark (IFPI)      | Guld          |